# Bahnhof Porta Westfalica
Der Bahnhof Porta Westfalica (bis 1984 Bahnhof Porta) ist eine Betriebsstelle der Bahnstrecke Hannover–Hamm. Er liegt in der Porta Westfalica am rechten Weserufer im ostwestfälischen Kreis Minden-Lübbecke. Von hier hat man Zugang zu den Ortsteilen Hausberge (rechtes Weserufer) und Barkhausen (linkes Weserufer) der Stadt Porta Westfalica.

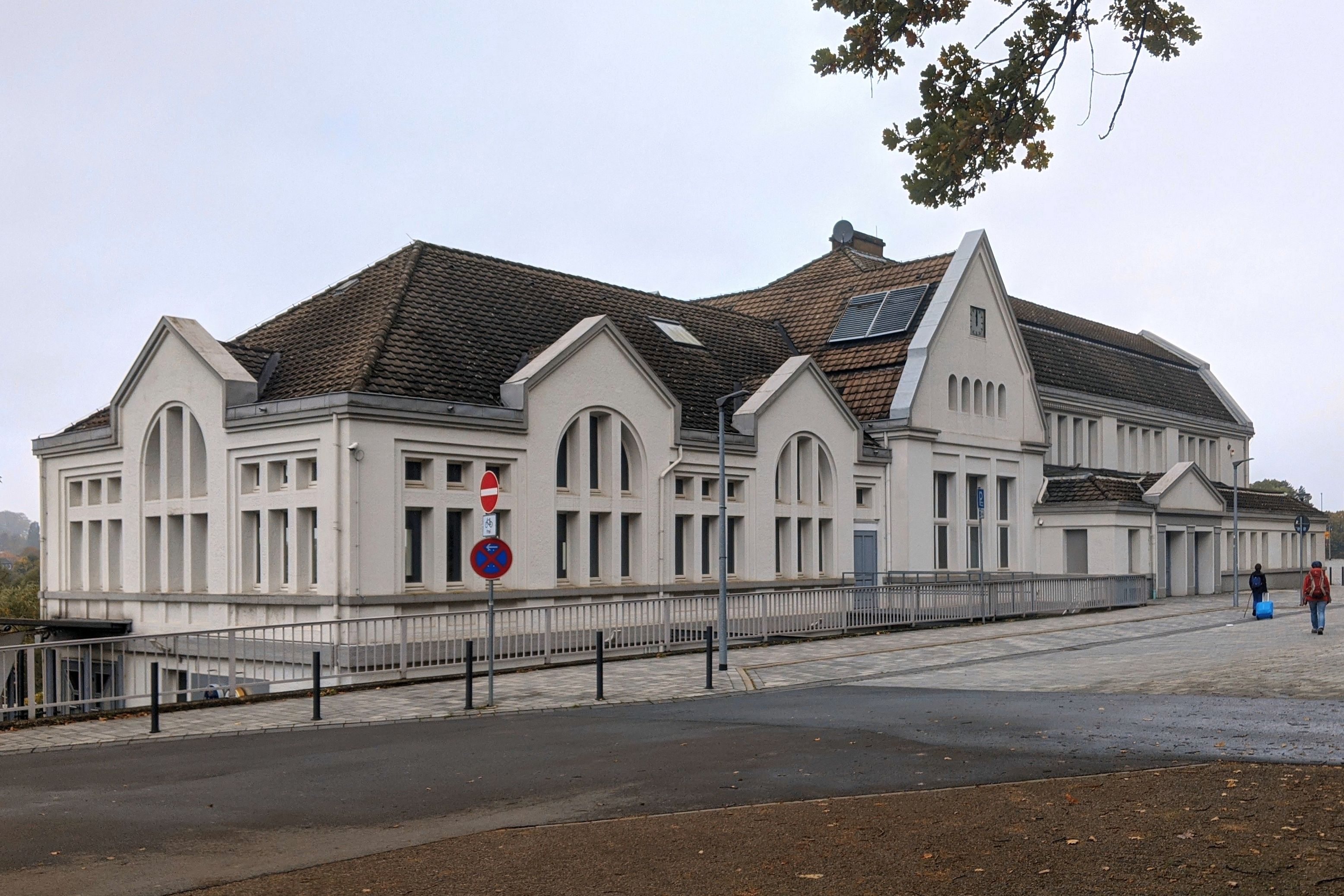
Empfangsgebäude von der Straße

## Geschichte
Die Bahnstrecke zwischen Hamm (Westf) und Minden (Westf) wurde am 15. Oktober 1847 von der Köln-Mindener Eisenbahn-Gesellschaft als letzter Teil ihrer Stammstrecke und Fortsetzung der bereits in den Vorjahren gebauten Verbindung (Köln-)Deutz–Düsseldorf–Duisburg–Dortmund–Hamm eröffnet. Ab 1856 befuhr die Hannoversche Westbahn die Strecke aus Richtung Osnabrück.
Dabei stellte der Weserdurchbruch die Bahnplaner vor immense Probleme. Die Weser floss hier bis nahe an den Fuß des Jakobsberges heran und von dort in einem scharfen Bogen nach Nordwesten zum Gelände des heutigen Bahnhofes, des Vorplatzes und der heutigen Bundesstraße. Das Flussbett wurde für den Bahnbau, welcher schon damals  zweigleisig vorgesehen war, zum linken Weserufer nach Barkhausen verlegt und der bisherige Verlauf zugeschüttet. Das erste Empfangsgebäude von 1847 erhielt seinen Platz gegenüber dem Eingang des alten Sandsteinstollens. Dafür musste am Jakobsberg auf Beschluss der Eisenbahngesellschaft Platz geschaffen werden, der Berg wurde hier auf einer Höhe und Breite von rund 100 Metern abgegraben. Das Bruchmaterial wurde zur Planierung des Bahnhofsplatzes und Aufschüttung des Eisenbahndamms in der Hausberger Weseraue genutzt.
Der Bahnhof nahm 1847 seinen Betrieb auf und hieß schlicht Porta und nicht Porta Westfalica. Den Namen bekam er erst 1984.
Der Bahnhof wurde im normannischen Stil gebaut, besaß einen dreigeschossigen, polygonalen Turm und wirkte eher wie ein Sommerschlösschen als ein Bahnhof. Die Eisenbahngesellschaft nannte die neue Station Porta und nicht Hausberge, weil die Gemeinde Hausberge sich damals weigerte zum Bau des Gebäudes einen Zuschuss zu zahlen.
Bei der Verbreiterung der Eisenbahntrasse auf vier Gleise ab 1911 wurde das jetzige Empfangsgebäude 1913–1916 südlich vom alten Gebäude gebaut. Dafür war es notwendig, im Durchbruchstal den Flusslauf erneut zu verändern und ein weiteres Mal weiter nach Westen zu verlagern. Am rechten Weserufer wurden Stützmauern gebaut, die noch heute vorhanden sind. Das neue Gebäude wurde auf dem zugeschütteten ehemaligen Weserlauf errichtet, was eine besondere Gründung verlangte: Die Grundmauern mussten bis auf den steinigen Untergrund hinuntergetrieben werden und sind teilweise gewölbeartig gestaltet. Das alte Empfangsgebäude blieb bis 1953 erhalten, dann wurde es im Zuge des neuen Weserbrückenbaus abgerissen. Das neue Gebäude wurde weiß verputzt, die Gleise lagen tiefer am Weserufer als die Eingangshalle am Berg.
Der Bahnhof wurde besonders groß ausgelegt, rechnete man doch aufgrund der landschaftlich reizvollen Lage am Gebirgseinschnitt zwischen Wiehen- und Wesergebirge mit großem Ausflugsverkehr. Das auf dem gegenüberliegenden Ufer liegende Kaiser-Wilhelm-Denkmal wurde über eine Brücke erreicht. Es bestand eine Busverbindung vom Empfangsgebäude bis zur Haltestelle Porta am linken Weserufer, zwischen 1954 und 1965 bediente der Oberleitungsbus Minden diese Strecke. An der Haltestelle „Porta“ endete bis 1959 auch die Straßenbahn Minden.
Am 20. Januar 1944 kam es zu einem schweren Zugunglück im Bahnhof Porta. Kurz nach Durchfahrt durch den Bahnhof hielt der Schnellzug D 3 (Köln–Berlin) aufgrund einer Notbremsung. Der nachfolgende DmW 103 (Aachen–Berlin) hatte vom Fahrdienstleiter des Bahnhofs bereits die Erlaubnis zur Einfahrt erhalten, wodurch es zum Zusammenprall der Züge kam. Bei dem Unglück kamen 79 Menschen ums Leben, es gab 64 Verletzte.
Nachdem 1973 die umliegenden Gemeinden zur Stadt Porta Westfalica vereinigt worden waren, erfolgte 1984 die Umbenennung des Bahnhofs Porta in die heutige Bezeichnung Porta Westfalica.
Durch den Bau neuer Straßenverbindungen durch das Durchbruchstal der Weser und unter anderem des Weserauentunnels hat sich die Verkehrsanbindung des Bahnhofs in den 1990er Jahren stark verändert. Es entstand eine neue Weserbrücke, die jetzt die Weser nicht mehr nördlich, sondern südlich des Bahnhofs überquert. Dadurch besteht heute keine Busanbindung Bahnhof–Barkhausen mehr, da die Busse von Hausberge direkt über die Weser fahren. Lediglich in den Sommermonaten gibt es einen Bus-Shuttle, der direkt vom Bahnhof über Barkhaus zum Kaiser-Wilhelm-Denkmal fährt.
1993 wurde der Bahnhof auf mehrere Betriebsstellen aufgeteilt: Die Zugangsstelle zum Personenverkehr wurde in die Betriebsstelle Porta Westfalica Hp ausgegliedert und zum Haltepunkt, außerdem wurde eine Abzweigstelle Porta Westfalica (Abzw) eingerichtet. Der Bahnhof bestand seitdem nur noch aus den Anlagen für den Güterverkehr an der Güterstrecke. Diese Anlagen sind mittlerweile außer Betrieb.

## Nutzung des Empfangsgebäudes
Nachdem die Deutsche Bahn das Gebäude in den 1990er Jahren veräußert hatte, kaufte 1996 Gerd Langwald die leerstehende Immobilie. Er baute sie zu einer Diskothek um, die er zunächst in Eigenregie betrieb. 2007 verpachtete er die Diskothek an einen Bad Oeynhauser Kaufmann, der dort die Disco PW einrichtete. Da das Geschäft durch diese Diskothek nicht mehr sonderlich ertragreich war, fanden hier zuletzt nur noch Sonderveranstaltungen statt. Der Pachtvertrag lief 2012 aus. Als Nachnutzung wurde das ehemalige Bahnhofsgebäude durch die Firma „PW|Event|Hall“ bis 2016 genutzt.

## Bahnhofsanlagen
Die viergleisige Strecke ist aufgeteilt in eine Personen- und Güterstrecke mit jeweils zwei Gleisen. Die Bahnhofsgleise waren bis zum Verkauf des Empfangsgebäudes mit einem Durchgang durch dieses Gebäude und eine Treppenanlage erreichbar. Dabei war die Treppenanlage, das heißt sowohl die Brücke als auch die Treppen zu den beiden Bahnsteigen, im einheitlichen Baustil überbaut. Nach dem Verkauf des Empfangsgebäudes in Privathand und Nachnutzung als Diskothek wurde der bisherige Zugang abgebaut. Gleichzeitig erfolgte ein Rückbau von zwei Bahnsteigen auf einen Bahnsteig, über den zwei Richtungsgleise, die nun für den Personenverkehr genutzt werden, erreichbar sind. Eine schmale Außentreppe, die einen Zugang um das Empfangsgebäude herum ermöglicht, wurde neu angelegt. Zwischen November 2007 und Ende 2009 wurden eine Zugangsbrücke mit Fahrstuhl gebaut und der Bahnsteig modernisiert. Im Empfangsgebäude des Bahnhofs befindet sich heute die vorerwähnte Diskothek.

## Bedienung
Der Bahnhof wird im Schienenpersonennahverkehr von folgenden Regional-Express-Linien bedient:
| Linie      | Linienverlauf | Takt    | Betreiber        |
| ---------- | --- | ------- | ---------------- |
| RE 6 (RRX) | Rhein-Weser-Express: Köln/Bonn Flughafen – Köln Hbf – Dormagen – Neuss Hbf – Düsseldorf-Bilk – Düsseldorf Hbf – Düsseldorf Flughafen – Duisburg Hbf – Mülheim (Ruhr) Hbf – Essen Hbf – Wattenscheid – Bochum Hbf – Dortmund Hbf – Kamen – Hamm (Westf) Hbf – Heessen – Ahlen (Westf) – Beckum-Neubeckum – Oelde – Rheda-Wiedenbrück – Gütersloh Hbf – Bielefeld Hbf – Herford – Löhne (Westf) – Bad Oeynhausen – Porta Westfalica – Minden (Westf) Stand: Fahrplanwechsel Dezember 2023 | 60 min  | National Express |
| RE 60      | Ems-Leine-Express: Rheine – Hörstel – Ibbenbüren-Esch – Ibbenbüren – Ibbenbüren-Laggenbeck – Osnabrück Altstadt – Osnabrück Hbf – Melle – Bünde (Westf) – Kirchlengern – Löhne (Westf) – Bad Oeynhausen – Porta Westfalica – Minden (Westf) – Bückeburg – Stadthagen – Haste (Han) – Wunstorf – Hannover Hbf – Lehrte – Hämelerwald – Vöhrum – Peine – Vechelde – Braunschweig Hbf Stand: Fahrplanwechsel Dezember 2021                                                                 | 120 min | WestfalenBahn    |
| RE 70      | Weser-Leine-Express: Bielefeld Hbf – Herford – Löhne (Westf) – Bad Oeynhausen – Porta Westfalica – Minden (West) – Bückeburg – (Kirchhorsten –)* Stadthagen – (Lindhorst (Schaumb-Lippe) –)* Haste – Wunstorf – Hannover Hbf – Lehrte – Hämelerwald – Vöhrum – Peine – Vechelde – Braunschweig Hbf * nur einzelne Züge im Berufsverkehr Stand: Fahrplanwechsel Dezember 2021 | 120 min | WestfalenBahn    |
| RE 78      | Porta-Express: Nienburg (Weser) – Leese-Stolzenau – Petershagen-Lahde – Minden (Westf) – Porta Westfalica – Bad Oeynhausen – Löhne (Westf) – Herford – Bielefeld Hbf Stand: Fahrplanwechsel Dezember 2023 | 120 min | Eurobahn         |

## Verkehrsanbindung
Der Bahnhof liegt direkt an der B 482. Der Ortsteil Barkhausen ist über die Weserbrücke erreichbar, Hausberge in wenigen Minuten zu Fuß. Über die B 482 verkehren Busse nach Hausberge, Holzhausen, Kleinenbremen und Minden. Bis Februar 2017 war wegen der ungünstigen Lage des Bahnhofs die Haltestelle in Richtung Minden bzw. Kleinenbremen nur mit längerem Fußweg und einer gefährlichen Straßenquerung erreichbar. Seither ist der Bahnhofsvorplatz umgebaut. Es wurden zwei Bushaltestellen und weitere Extras, wie eine Ladestation für E-Autos und zahlreiche Abstellplätze für Fahrräder errichtet. Die Busse können nunmehr von Hausberge und Lerbeck kommend direkt die Haltestelle bedienen. Bei Abfahrt in Richtung Hausberge muss nur in eine Spur eingefädelt werden. Nach Lerbeck war bisweilen aufgrund hohen Verkehrsaufkommens mit Verzögerungen zu rechnen. Daher entstand eine spezielle Bedarfsampel mit Vorrangschaltung. Eine in der Fahrbahn eingelassene Induktionsschleife erkennt den Bus und hält den fließenden Verkehr an.

## Nahverkehrsverbund
Der ÖPNV Porta Westfalicas gehört zum Tarifverbund Westfalentarif. Landesweit gilt der der NRW-Tarif, bundesweit der Deutschlandtarif. Ebenfalls berechtigt das Deutschlandticket zur Fahrt mit dem ÖPNV. Darüber hinaus liegt Porta Westfalica im Übergangsbereich des Niedersachsentarifs.